# Bank of Montreal

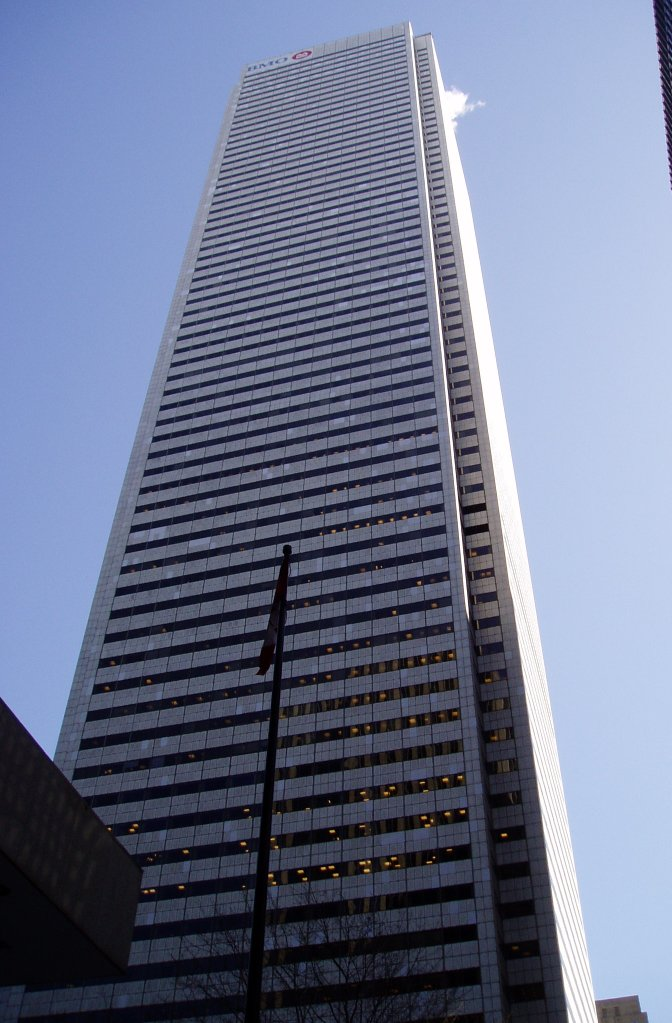
"First Canadian Place" a Toronto

El Bank of Montreal, Banque de Montréal o Banc de Montreal és una institució financera que fou fundada el 1817, cosa que el fa el banc canadenc més antic. El nom actual del banc és en anglès, BMO Bank of Montreal i, en francès, BMO Banque de Montréal. Tot i que la seu social segueix estant encara al carrer Saint-Jacques de Montreal, la majoria de les activitats de direcció del banc estan, des del 1977, assentades a Toronto, a l'edifici First Canadian Place.
La primera sucursal obrí les seves el 3 de novembre de 1817 al carrer Saint-Paul de Montreal. Serví de banc central del Canadà fins a la fundació del Bank of Canada el 1935. Participà en el finançament del Ferrocarril transcontinental canadenc en els anys 1880.
S'ha fusionat amb: 
- Commercial Bank of Canada (1868)
- Exchange Bank of Yarmouth (1903)
- People's Bank of Halifax (1905)
- People's Bank of New Brunswick (1907)
- Bank of British North America (1918)
- Merchants Bank of Canada (1922)
- Molson Bank (1925)